# Robin Le Normand
Robin Le Normand (Pabu, 11 de novembre de 1996) és un futbolista professional bretó que juga com a central al club de la primera divisió Atlètic de Madrid. És internacional amb la selecció espanyola.
Format a Brest, on va participar en el primer equip, va passar diversos anys a la primera divisió amb la Reial Societat, on va guanyar la Copa del Rei 2020.

## Carrera de club

### Brest
Nascut a Pabu, Côtes-d'Armor, Bretanya, Le Normand va representar Brest com a jugador juvenil. El 21 de setembre de 2013 va fer el seu debut com a sènior, començant amb l'equip filial en una derrota per 1-0 fora de casa contra el Lannion al Campionat Nacional 3.
Le Normand va marcar el seu primer gol com a sènior el 19 de març de 2016, marcant el tercer gol del seu equip en un empat 3-3 a l'AGL Fougères. El 15 d'abril, va debutar professionalment en una derrota per 2-1 fora de casa contra el Sochaux per la Ligue 2.

### Reial Societat
El 5 de juliol de 2016, Le Normand va signar un contracte de dos anys amb la Reial Societat, i fou assignat a l'equip B de Segona Divisió B. Va rebre un nou contracte l'agost de 2018, per dos anys més.
Le Normand va debutar amb el seu primer equip i la primera divisió el 26 de novembre de 2018, començant amb una victòria a casa per 2-1 contra el Celta de Vigo. El 12 de febrer següent, va renovar el seu contracte amb els Txuri-urdin fins al 2022, i va ascendir definitivament a la plantilla del primer equip el 9 de juny.
Després de la marxa d'Héctor Moreno, Le Normand es va convertir en part integrant de l'onze titular. Va marcar el seu primer gol a la primera divisió el 30 de novembre de 2019, obrint el marcador en una victòria a casa per 4-1 contra l'SD Eibar. Va ser recompensat amb una pròrroga de contracte fins al 2024 el 4 de juny de 2020.
El 19 de desembre de 2019, Le Normand va marcar en una victòria per 8-0 al club de Tercera Divisió CD Becerril a la primera ronda de la Copa del Rei; també va jugar en una victòria per 1-0 sobre els rivals del derbi basc, l'Athletic Club, a la final de la copa del Rei de 2022 retardada per COVID, el 3 d'abril de 2021. Va ser escollit com a Jugador del Mes de la Lliga de l'octubre de 2021.

## Internacional
El maig de 2023, el Consell de Ministres espanyol va concedir la nacionalitat espanyola a Le Normand després de viure a Espanya durant gairebé set anys, cosa que significava que seria elegible per jugar amb la selecció espanyola. El 2 de juny, va ser inclòs a la seva plantilla de 23 jugadors per a la UEFA Nations League. ddebutant 13 dies després en una victòria per 2-1 a les semifinals contra Itàlia, on va ser titular al centre de la defensa  juntament amb un altre francès naturalitzat, Aymeric Laporte. El 18 de juny va ser titular a la la final, quan Espanya va derrotar Croàcia a la tanda de penals per guanyar el seu primer títol de la Lliga de Nacions de la UEFA.
El 19 de novembre de 2023, Le Normand va marcar el seu primer gol amb Espanya en la classificació per a l'Eurocopa 2024, una victòria per 3-1 contra Geòrgia.
El juny de 2024, Le Normand va ser convocat amb la selecció espanyola per a la final de l'Eurocopa 2024 a Alemanya. Va ser titular en el primer partit de la fase de grups de l'equip, jugant tot el partit com a defensa central, en la victòria d'Espanya contra Croàcia per 3-0 a l'Olympiastadion de Berlín. Amb la victòria d'Espanya sobre {{Sel|Anglaterra]] per 2-1 a la final de l'Eurocopa 2024, Le Normand, juntament amb la resta de la selecció, es va convertir en campió d'Europa.

## Palmarès
Reial Societat
- Copa del Rei: 2019–20[14]

Selecció espanyola
- Eurocopa: 2024[25]
- Lliga de les Nacions de la UEFA: 2022–23[26]

Individual
- Jugador del mes de la Lliga: octubre de 2021[15]